# Болонская школа живописи

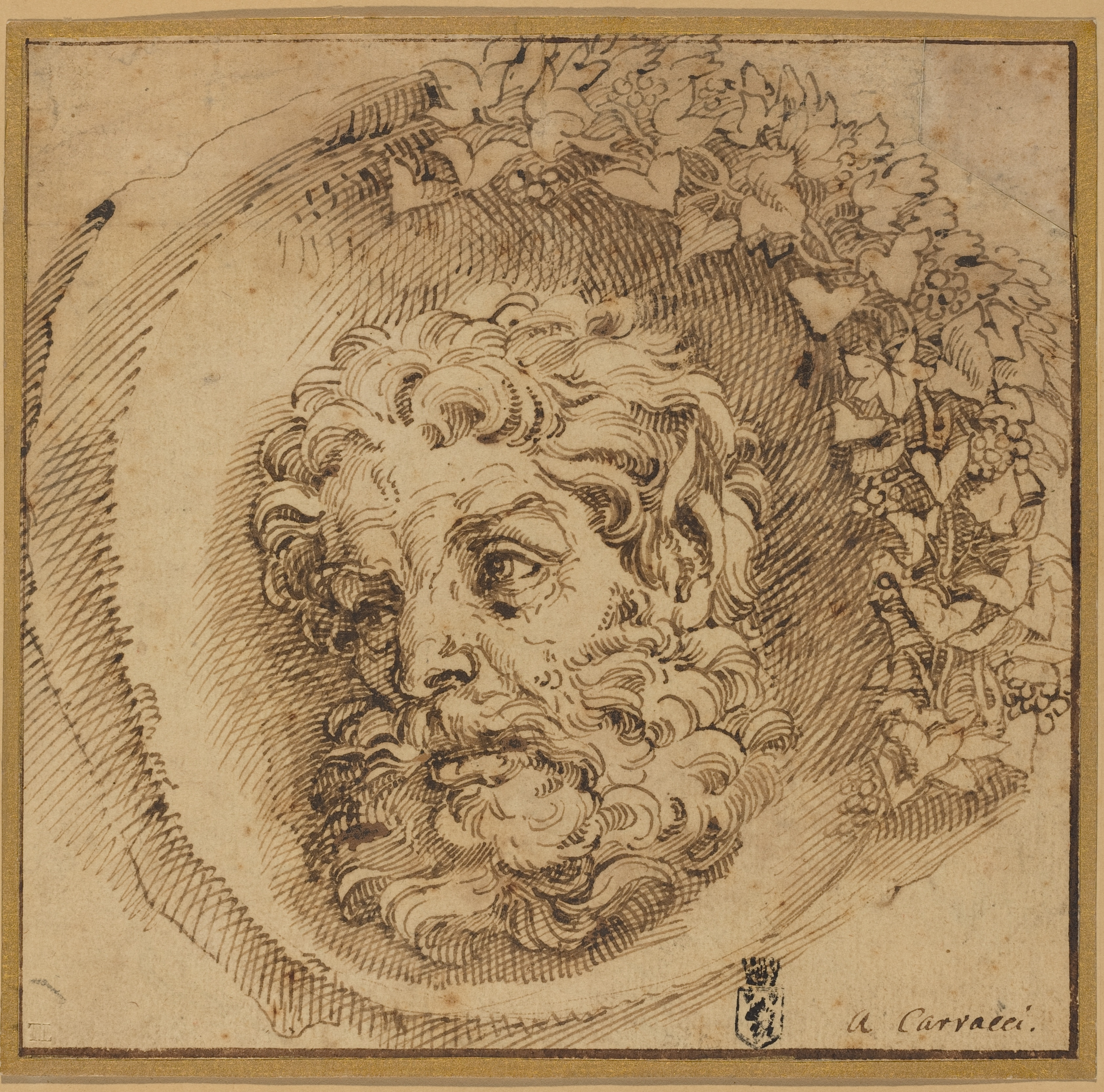
А. Карраччи. Голова фавна. Ок. 1595. Тонированная бумага, перо, чернила. Национальная галерея искусства, Вашингтон

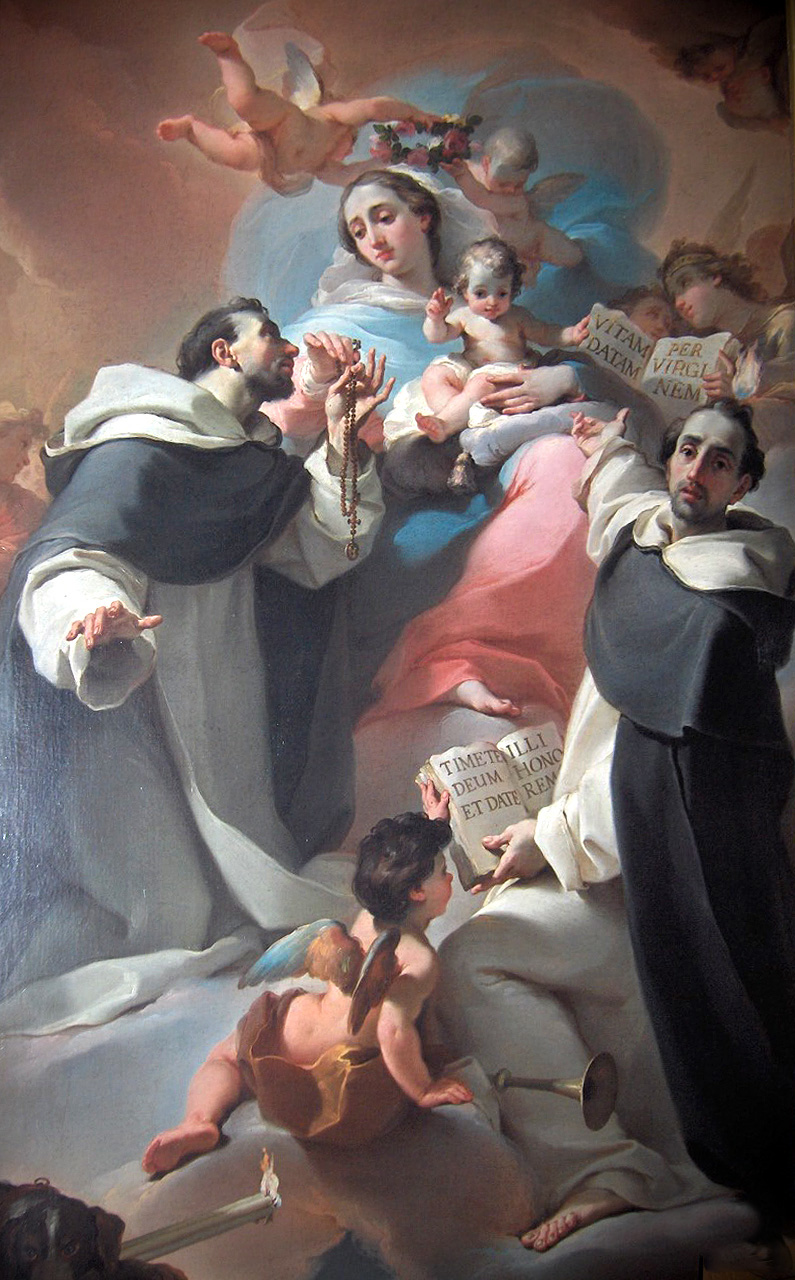
У. Гандольфи. Мадонна с Младенцем Св. Домиником и Винченцо Феррери. 1773. Холст, масло. Музей базилики Сан-Доменико, Болонья

Болонская школа живописи — одна из крупнейших школ академического искусства в истории западноевропейской живописи.
Понятием «болонская школа» объединяют несколько поколений художников, работавших в столице области Эмилия-Романья в XVI—XVIII веках и соперничавших с другими художественными центрами Италии — Флоренцией (Флорентийская школа живописи) и Римом. Самыми значительными её представителями были братья Карраччи, и прежде всего — Лодовико, учредивший художественную Академию дельи Инкамминати (итал. Accademia degli Incamminati) и открывший этим путь академизму в искусстве, а позднее — мастера эпохи барокко: Доменикино, Гверчино и Гвидо Рени.
Во второй половине XVI века искусство Италии испытывало кризис, как по внутренним, так и по внешним, экономическим и политическим причинам. Это было время маньеризма и эклектизма в живописи, графике и архитектуре.
Болонья — город в центре Северной Италии — по мнению многих знатоков истории итальянского искусства не дал миру столь же выдающихся живописцев, как Венеция, Флоренция или Рим. Болонья всегда славилась инженерами, умелыми строителями и архитекторами. Но именно в Болонье в 1585 году живописец Лодовико Карраччи вместе с братьями Агостино и Аннибале открыл в Болонье мастерскую, которую некоторые сначала называли «Академией Стремящихся» (Accademia dei Desiderosi), а затем Болонской Академией — «Академией вступивших на правильный путь» (итал. Accademia degli Incamminati), или Академией Карраччи (Accademia Caraccesiana), открывшую путь академизму в европейском искусстве. Значение этой академии было велико, хотя и оценивается в истории искусства неоднозначно.
Болонская школа родилась как Accademia del Naturale, поскольку её целью было способствовать в искусстве воспроизведению реальности в соответствии с «правилами правдоподобия», почерпнутыми у Джорджо Вазари. Её целью было гарантировать полное обучение в теории и практике не только искусству, но и другим видам деятельности, считавшимся в то время второстепенными. В Академии учащиеся могли вживую рисовать с обнажённых моделей, что было запрещено церковью в период Контрреформации согласно решениям Тридентского собора (1545—1563). Однако рождение этой и других академий свидетельствует о стремлении художников встать наравне с поэтами и музыкантами, а не быть простыми ремесленниками.
Позднее Болонью прославили мастера эпохи барокко, выпускники Болонской Академии: Ф. Альбани, Доменикино, Гверчино, Дж. М. Креспи, Дж. Ланфранко, Б. Пассаротти, Гвидо Рени, Л. Спада, Ф. Франча. Но особенность их творчества заключалась в том, что, в отличие от мастеров барокко римской школы, болонцы в эту же эпоху исповедовали академизм и маньеризм.
В XVII—XVIII веках такие устремления расценивали положительно, в качестве плодотворного развития достижений итальянского Возрождения посредством «синтеза и порядка». В наше время В. Н. Гращенков назвал такую тенденцию «второй линией Высокого Возрождения», опиравшейся «на сильную натуралистическую традицию, бытовавшую в живописи Северной Италии».
Идея синтеза довлела над художниками болонской школы. Эту идею хорошо иллюстрирует сонет, который приписывают одному из основателей Болонской академии Агостино Карраччи, но, вероятнее всего, сочинённый К. Ч. Мальвазиа. В этом сонете изложена суть академического метода художников болонской школы:
```
            Кто стремится и хочет стать хорошим живописцем,
            Тот пусть вооружится рисунком Рима,
            Движением и светотенью венецианцев
            И ломбардской сдержанностью колорита,
            Манеру мощную возьмёт от Микеланджело,
            От Тициана передачу натуры,
            Чистоту и величие Корреджиева стиля
            И строгую уравновешенность Рафаэля.
            От Тибальди — достоинства и основу,
            От Приматиччо — учёность компоновки
            И немного грации Пармиджанино...
[
14
]
.
```

В 1706 году живописец и гравёр Джампьетро Дзанотти и другие художники встретились в Палаццо Фава (доме богатого мецената и художника Эрколе Фава), чтобы основать новую академию. «Академия живописцев» (Accademia dei Pittori) была торжественно открыта в доме учёного Луиджи Фердинандо Марсили 2 января 1710 года. Её статут был утвержден папой Климентом XI в октябре 1711 года, и академия получила название «Академия Клементина» (Accademia Clementina). Новая Академия стала частью Института свободных наук и искусств (Istituto delle Scienze e Arti Liberali), основанного при поддержке папы 12 декабря 1711 года. В 1714 году Институт изменил свое название на Accademia delle scienze dell’Istituto di Bologna. Академия Клементина занимала первый этаж Палаццо Поджи (в то время Палаццо Челлези), Академия наук находилась этажом выше, а ещё выше — астрономическая обсерватория.
В Академии Клементина преподавали три члена знаменитой семьи художников-декораторов Галли Бибьена — Фердинандо, Франческо и Джузеппе — а также Витторио Бигари, Гаэтано Гандольфи, Эрколе Лелли, Франческо Росаспина и Анджело Вентуроли. Академия Клементина была закрыта в 1796 году после наполеоновского вторжения в Италию.
В 1802 году наполеоновская администрация основала новую Национальную академию изобразительных искусств (Accademia Nazionale di Belle Arti di Bologna) в зданиях бывшей церкви иезуитов и монастыря Сант-Иньяцио, построенных Альфонсо Торреджиани между 1728 и 1735 годами. В 1805 году название академии было изменено на «Reale Accademia di Belle Arti». В 1815 году, после падения Наполеона и возвращения папской власти, академия была снова переименована в «Accademia Pontificia di Belle Arti». После объединения Италии она стала Королевской (Regia Accademia di Belle Arti di Bologna).
В 1882 году управление Пинакотекой (художественной коллекцией академии), было отделено от школы и передано Управлению древностями и изобразительными искусствами (Direzione delle Antichità e Belle Arti). Два учреждения продолжали жить в одном здании. После реформ 1923 года из Академии исключили уровень среднего образования; курсы архитектуры были переведены в Болонский университет. Как и другие государственные художественные академии Италии, Болонская академия стала автономным учреждением, присуждающим учёные степени и находящаяся в ведении Министерства образования и исследований Италии (Мinistero dell’Universita e della Ricerca). Новая Академия Клементина (Accademia Clementina) была воссоздана как научное общество в 1931 году. Она имеет три класса членства: почётные члены, действительные члены, являющиеся преподавательским составом Академии, и члены-корреспонденты. Академия издаёт журнал «Accademia di Belle Arti di Bologna».
Жизнеописания художников болонской школы составил Карло Чезаре Мальвазиа в знаменитом сочинении «Фельсина-художница» (Lа Felsina Pittrice: Vite e ritratti de’ pittori Bolognesi) (1677—1678).
К наиболее крупным мастерам болонской школы принадлежали:
- Джироламо да Карпи (1501—1556)
- Денис Калверт (1540—1619)
- Лавиния Фонтана (1552—1614)
- Аннибале Карраччи (1560—1609)
- Лодовико Карраччи (1555—1619)
- Агостино Карраччи (1557—1602)
- Амико Аспертини (1475—1552)
- Гвидо Рени (1575—1642)
- Доменикино (1581—1641)
- Франческо Альбани (1578—1660)
- Джованни Франческо Барбьери по прозванию Гверчино (1591—1666)
- Бартоломео Пассаротти (1529—1592)
- Доменико Тибальди (1541—1583)
- Просперо Фонтана (1512—1597)
- Леонелло Спада (1576—1622)
- Карло Чиньяни (1628—1719)
- Элизабетта Сирани (1638—1665)
- Маркантонио Франческини (1648—1729)
- Джузеппе Мариа Креспи (1665—1747)
- Убальдо Гандольфи (1720—1781)
- Лоренцо Гарбьери (1580—1654)
- Доменико Мария Фратта (1696—1763)
- Аурелиано Милани (1675—1749)